# Sophronica fulvicollis
Sophronica fulvicollis är en skalbaggsart som beskrevs av Charles Joseph Gahan 1906. Sophronica fulvicollis ingår i släktet Sophronica och familjen långhorningar.
Artens utbredningsområde är Zimbabwe. Inga underarter finns listade i Catalogue of Life.